# Partido por la Victoria del Pueblo
El Partido por la Victoria del Pueblo es un partido político uruguayo de tendencia marxista crítica fundado en 1975 que integra la coalición política del Frente Amplio.
De una confluencia, una incorporación no ecléctica ni dogmática, de distintas vertientes e interpretaciones, en función de la práctica, se constituyó como un partido de síntesis de impronta marxista. Sus tesis tienen características propias como: el rechazo al unipartidismo y al burocratismo; el respaldo al cooperativismo, al consejismo y a las distintas formas de la democracia participativa; y el desarrollo de una concepción materialista amplia de los derechos humanos. Al fundarse se definió como anticapitalista, antiautoritario y socialista.

## Historia

### Antecedentes
Hoy como entonces nos seguimos definiendo como una organización anticapitalista y antiautoritaria, de lucha por el socialismo. Constituimos un esfuerzo de construcción de una herramienta revolucionaria que -no sin arduos trabajos y algunas vacilaciones- ha procurado desarrollar su pensamiento a partir de nuestra experiencia  uruguaya y de los imprescindibles aportes del marxismo crítico. El que está contenido en los clásicos y en los que siguieron desarrollando esa praxis, tanto en Europa como en América Latina.
PVP

En 1956 se fundó la Federación Anarquista Uruguaya (FAU), que había recogido el aporte de esa tradición ideológica y cultural a las luchas obreras y populares desde principios del siglo XX. Recogía los diversos elementos aportados especialmente por la inmigración anarcosindicalista italiana, gallega y catalana, que se afirmaron durante la guerra civil española y la lucha contra el fascismo y el nazismo en la Segunda Guerra Mundial. Cuando, a partir de 1959-60, se empezaron a conocer en América Latina las características de la Revolución Cubana, la mayoría de los militantes provenientes de la FAU simpatizó con el proceso iniciado. Esta simpatía se transformó en apoyo decidido a medida que la revolución fue mostrando sus rasgos comunistas propios y se difundieron, entre otros, trabajos de Ernesto Che Guevara como "El socialismo y el hombre en Cuba". 
La especificidad histórica del Uruguay, la crisis del modelo batllista, las luchas de los Gremios Solidarios y el creciente autoritarismo promovieron la constitución de la Convención Nacional de Trabajadores y el Primer Congreso del Pueblo a los que esta tendencia contribuyó a cimentar.  
La confluencia en la práctica concreta de militantes de diversas corrientes libertarias y marxistas dio lugar a la creación de la ROE (Resistencia Obrero Estudiantil) y la OPR-33 (Organización Popular Revolucionaria-33 Orientales).

### Fundación
El Partido por la Victoria del Pueblo (PVP) se fundó en Buenos Aires en julio de 1975 en plena lucha contra la dictadura uruguaya. La casa en que se realizó el congreso, en Isleta n.º 564, fue asaltada por la represión en 1976. Antes de que transcurriesen 18 meses de la fundación del partido, toda la dirección, menos un integrante, y numerosos participantes como delegados fueron secuestrados y desaparecidos a través del Plan Cóndor. La nueva organización se conformó a través de un congreso que en su etapa final insumió desde el 18 de noviembre de 1974 hasta julio de 1975, concluyendo el proceso de debates iniciado en los sesenta.

### La lucha contra la dictadura en la clandestinidad, en las cárceles, en los movimientos populares y en el exterior del país
Durante la dictadura uruguaya, entre los miles exiliados en Argentina, unos cientos participaron de los debates del congreso fundacional. Allí confluyeron hombres y mujeres provenientes de distintas corrientes —FAU, ROE, OPR-33 y militantes de otras organizaciones de izquierda— que culminaron con el nombramiento de una dirección integrada por Gerardo Gatti y León Duarte, encargados de elegir al resto de la plana ejecutiva. De ella, solo Mauricio Gatti sobrevivió la represión de 1976.
En 1977 promueve una autocrítica y se define marxista. Aun cuando era objeto de la feroz represión en Uruguay, Argentina, Brasil y Paraguay (Plan Cóndor), el PVP continuó operativo en la clandestinidad, en las cárceles, inserto en los movimientos populares y realizando campañas de denuncia de los crímenes de la dictadura uruguaya y de la imposición de una dolorosa deuda social sobre el pueblo uruguayo. En 1980 comenzó actuar junto al Frente Amplio, al que ingresó formalmente en 1984. Para las elecciones de 1984 el PVP estaba activo pero proscrito y muchos de sus militantes y dirigentes, desaparecidos, presos o en el exilio. Simultáneamente, el partido también había participado en el proceso de reorganización del movimiento sindical a través del Plenario Intersindical de Trabajadores y la constitución del PIT-CNT. Durante todo el período dictatorial continuó difundiendo dos publicaciones dentro y fuera del país: "Compañero" y "Resistencia".

### Reorganización e identidad
Desde entonces el PVP cumplió un rol protagónico en los grandes debates de la izquierda política y social. El despliegue de sus esfuerzos en la estructura de base del Frente Amplio, en el movimiento obrero (PIT-CNT), las asociaciones estudiantiles como FEUU, el cooperativismo (FUCVAM, por ejemplo),  empresas recuperadas y otras múltiples expresiones populares (grupos vecinales, ollas populares, descentralización municipal, Asociaciones de Usuarios de la Salud, etc.) y el Segundo Congreso del Pueblo, marcaron sus señas de identidad.
A través de la sistemática denuncia de las violaciones a los derechos humanos y de los crímenes cometidos por la dictadura cívico-militar se constituyó en uno de los vectores en el esclarecimiento de la memoria histórica a través de la justicia. Al respecto, la figura de Tota Quinteros, madre de la maestra Elena Quinteros -fundadora del partido, secuestrada en la Embajada de Venezuela en Uruguay y desaparecida-, se constituyó en un referente ético nacional de la búsqueda de la verdad y la justicia. Otro caso de singular trascendencia fue el protagonizado por Sara Méndez, secuestrada, torturada en Automotores Orletti y a quien funcionarios del Plan Cóndor arrebataron su hijo Simón Riquelo de 20 días de edad. Después de una larga odisea de 25 años Sara pudo reencontrarse con su hijo.
Paralelamente a su preocupación por la continua activación sindical, el PVP ha desarrollado una línea teórica y práctica sobre la constitución de formas de democracia directa a escala municipal y nacional, la gestación de redes populares, la lucha por la expansión de los derechos humanos en sentido amplio, y un énfasis en las luchas democráticas y en la participación popular desde el socialismo crítico revolucionario.

### Hugo Cores
Hugo Cores, su Secretario General fallecido en 2006, ha dejado a través de ensayos históricos, discursos, polémicas y artículos periodísticos una invalorable contribución al acervo teórico de la izquierda uruguaya y latinoamericana. Él sintetiza la concepción propia del PVP: el marxismo crítico, heredero de debates clásicos como los dados por Karl Marx, Lenin, Rosa Luxemburg, Antonio Gramsci y el Che Guevara; el antiimperialismo y el anticapitalismo tal como se han expresado en la práctica y la teoría latinoamericana; y sobre todo, la especificidad que da la autocrítica de la propia experiencia histórica que inspira un pensamiento nuevo y abierto.  
En el año 2019 se dieron a conocer archivos desclasificados de la CIA en los que Hugo Cores y Wilson Ferreira Aldunate eran blancos a eliminar en Europa por el Plan Cóndor. En ese mismo año, tras una investigación parlamentaria se dieron a conocer archivos de los servicios de inteligencia del Estado que  revelan el espionaje permanente hasta sus muertes a Hugo Cores, Tota Quinteros y otras personalidades políticas.  
En 2020, fueron reveladas las Actas de Honor a militares por crímenes de lesa humanidad. En dichas actas se confiesan la realización de amenazas y atentados contra Hugo Cores y otras figuras políticas.    

### Política de alianzas
Desde 1984 ha intentado alianzas orgánicas con otros sectores frenteamplistas. En 1984 con la llamada Izquierda Democrática Independiente (IDI). En 1989 gracias a la fundación del Movimiento de Participación Popular (MPP), Hugo Cores es electo Diputado y otros militantes los son en Juntas Departamentales. Desde entonces también asumen responsabilidades en Intendencias Departamentales. A partir de la asunción de Tabaré Vázquez a la Presidencia de la República, miembros del PVP son designados a cargos de Ejecutivo nacional. En el año 2009, el PVP impulsó junto al Espacio 609 (coalición política conformada por el MPP) a José Mujica a la Presidencia dentro del Frente Amplio. Luis Puig, de extracción y larga militancia obrera, fue electo diputado. En las elecciones internas de 2014, el Partido por la Victoria del Pueblo apoyó la precandidatura de la senadora Constanza Moreira. En las elecciones parlamentarias del mismo año,  Luis Puig retuvo su banca como diputado. En las elecciones departamentales, el PVP apoyó a Virginia Cardozo como candidata a Intendente de Montevideo. En las elecciones a la presidencia del Frente Amplio de 2016, el PVP apoyó a Roberto Conde, integrado al Espacio-567 dentro del Frente Amplio junto a grupos departamentales y personalidades independientes. Trata de lograr vínculos sólidos que permitan ejecutar una estrategia a largo plazo de acción conjunta, permanente, y no simples acuerdos electorales. 
De cara a las elecciones parlamentarias de octubre de 2019, el PVP presentó una lista al Senado encabezada por Roberto Conde. Alcanza la diputación Daniel Gerhard a través de una alianza electoral con la Lista 1001, Democracia Avanzada, integrada entre otros sectores por el Partido Comunista de Uruguay. 
En 2023, el PVP (Espacio 567), el Partido Socialista, Casa Grande, el Movimiento Cambio Frenteamplista y referentes no sectorizados confluyeron en IZQUIERDA Y LIBERTAD, una nueva corriente de ideas y acción política con la intención de una construcción estratégica. Como resultado, realizó un acuerdo electoral en 2024 junto al Partido Socialista del Uruguay, el Movimiento Cambio Frenteamplista, Izquierda en Marcha e independientes. Dicho acuerdo le permite su eventual participación en el Poder Legislativo.

### Interacción social y cultural
Si bien participa en las elecciones y en el Estado, las principales áreas de militancia del PVP refieren  a la movilización y participación popular, democrática y directa. Sus principales iniciativas han impulsado luchas sociales e instancias de democracia directa contra las privatizaciones, contra  las expropiaciones neoliberales de los noventa, por los Derechos Humanos  y por los avances en las reivindicaciones sindicales y de los territorios populares. Por ello, el PVP se ha insertado en múltiples arenas de acción.  Estas líneas políticas se han expresado tanto en diversas organizaciones sociales (reivindicaciones populares referidas a la diversidad sexual, la legalización del aborto, legalización de la marihuana, el activismo ecológico, necesidades territoriales, etc.) como frente a las responsabilidades de gobierno que sus militantes han asumieron. 
Ha conformado también el Frente Sindical León Duarte como corriente interna dentro del PIT-CNT, la organización unitaria de los trabajadores uruguayos. También constituyó la Juventud del Partido por la Victoria del Pueblo. A ello se agregaron un Frente Feminista y un espacio ambiental. De este modo  el PVP también ha profundizado y extendido sus raíces, desarrollando nuevas herramientas y coordinaciones en las redes territoriales y las diversas inquietudes del Pueblo. A partir de la crisis social de 2020 colabora en ollas populares y proyectos de educación popular relacionados con ellas. 
Estas actividades no olvidan el cultivo intelectual y moral. Los ciclos, las charlas, los talleres y los debates son una práctica pedagógica permanente de formación y organización. 
Desde la llamada "transición" el periódico "Compañero" ha tenido diversas épocas ya como semanario, ya como Revista trimestral como "Cuadernos de Compañero". Paralelamente, el Partido también publicó fichas y libros de divulgación sobre temas específicos. Desde 2019 publica "La Chispa", un periódico de divulgación, agitación y propaganda. 
Por último, sus intervenciones han llamado la atención de artistas (teatro, cine, música, etcétera) e investigadores de Uruguay y de fuera de fronteras. 

### Elecciones presidenciales
| Elección | Candidatos           | Primera vuelta | Primera vuelta | Segunda vuelta | Segunda vuelta | Resultado | Diputados | Senado | Nota          |
| Elección | Candidatos           | Votos          | %              | Votos          | %              | Resultado | Diputados | Senado | Nota          |
| -------- | -------------------- | -------------- | -------------- | -------------- | -------------- | --------- | --------- | ------ | ------------- |
| 1984     | Juan José Crottogini | 401,104        | 21.26 %        |                |                | No electo | 0/99      | 0/30   | Frente Amplio |
| 1989     | Líber Seregni        | 418,403        | 21.23 %        |                |                | No electo | 1/99      | 0/30   | Frente Amplio |
| 1994     | Tabaré Vázquez       | 621,226        | 30.61 %        |                |                | No electo | 0/99      | 0/30   | Frente Amplio |
| 1999     | Tabaré Vázquez       | 861,202        | 40.10 %        | 982,049        | 45.87 %        | No electo | 0/99      | 0/30   | Frente Amplio |
| 2004     | Tabaré Vázquez       | 1,124,761      | 50.45 %        |                |                | Sí electo | 0/99      | 0/30   | Frente Amplio |
| 2009     | José Mujica          | 1,105,262      | 47.96 %        | 1,197,638      | 54.63 %        | Sí electo | 1/99      | 0/30   | Frente Amplio |
| 2014     | Tabaré Vázquez       | 1,134,187      | 47.81 %        | 1,226,105      | 56.62 %        | Sí electo | 1/99      | 1/30   | Frente Amplio |
| 2019     | Daniel Martínez      | 949.376        | 39,02%         | 1.152.271      | 49,21%         | No electo | 1/99      | 0/30   | Frente Amplio |
| 2024     | Yamandú Orsi         | 1.101.296      | 43,86%         | 1.196.798      | 49,81%         | Sí electo | 0/99      | 0/30   | Frente Amplio |

## Filmografía
Mentiras armadas. Operaciones de prensa y comunicación de la dictadura uruguaya. (2020) Duración 51 min. Uruguay. Dirección y edición: Jorge García. Investigación, guion y producción: Virginia Martínez y Andrés D’Avenia.    
SARA MENDEZ (2020) Duración 57 min. Argentina. Dirección: Sara Kochen.
Kollontai, apuntes de resistencia (2019). Duración 118 min. Argentina. Dirección y guion de Nicolás Méndez Casariego.
Estados clandestinos. Un capítulo rioplatense de la Operación Cóndor (2016) Duración 82 min. Uruguay. Dirección de Marc Iglesias y Paula Monteiro. Guion de Paula Monteiro, Marc Iglesias y Abel Moreno.
La gran farsa (2007). Duración 75 min. Uruguay. Taller de Cine Independiente de Shangrilá dirigido por Alejandro Figueroa. Proyecto de Talleres de Cultura y Comunicación Comunitaria del Ministerio de Educación y Cultura, declarado de Interés Ministerial.

## Teatro
- "Elena Quinteros, presente" (2003) Dramaturgia y dirección: Marianella Morena & Gabriela Iribarren. 2 nominaciones. Premio Florencio.
- "Las Actas" (2022) Dramaturgia y dirección: Margarita Musto. Comedia Nacional, Teatro Circular de Montevideo y FUTI.